# 4. Panzerarmee
4. Panzerarmee var en tysk pansararmé som skapades 1 januari 1942 från Panzergruppe 4.

## Stalingrad
Armén förlorade en pansardivision i inslutningen i Stalingrad

### Organisation
Pansararméns organisation vid tiden för Operation Wintergewitter, det misslyckade försöket att rädda den inneslutna 6. Armee.
- LVII. Panzerkorps
- Rumänska 4:e Armén
  - 16. Infanterie-Division (mot)
  - 15. Luftwaffe-Feld-Division

## Slaget vid Kursk
Huvudartikel Slaget vid Kursk

### Organisation
Tillhörde Armégrupp Süd
- LII. Armeekorps (O. Ott)
- XXXXVIII. Panzerkorps (Otto von Knobelsdorff)
- II. SS-Panzerkorps (Paul Hausser)

## Befälhavare[1]
- Generaloberst Erich Hoepner (1 januari 1942 – 8 januari 1942)
- Generaloberst Richard Ruoff (8 januari 1942 – 31 maj 1942)
- Generaloberst Hermann Hoth (31 maj 1942 – 26 november 1943)
- Generaloberst Erhard Raus (26 november 1943 – 18 maj 1944)
- Generaloberst Josef Harpe (18 maj 1944 – 28 juni 1944)
- General der Panzertruppe Walther Nehring (28 juni 1944 – 5 augusti 1944)
- General der Panzertruppe Hermann Balck (5 augusti 1944 – 21 september 1944)
- General der Panzertruppe Fritz-Hubert Graeser (21 september 1944 – 8 maj 1945)